# L’ange de Nisida
L’ange de Nisida ist eine Opera semiseria in vier Akten des italienischen Komponisten Gaetano Donizetti, basierend auf einem Libretto von Alphonse Royer und Gustave Vaëz.
Die Oper ist eine Besonderheit unter Donizettis Werken. Bekannt war, dass er L’ange de Nisida um 1840 geschrieben hatte. Aber weitere Informationen darüber gab es nicht, denn die Oper wurde zu Lebzeiten des Komponisten nie aufgeführt, die Partitur war verschollen.

## Handlung
Leone de Casaldi, ein junger Soldat, der nach einem Duell ins Exil geschickt wurde, reist auf die kleine Insel Nisida im Golf von Neapel, um seine frühere Liebe Sylvia wieder zu sehen. Sylvia, eigentlich die Comtesse Sylvia de Linarès, ist jetzt die Geliebte des Königs. Dieser hält sie die meiste Zeit auf der Insel Nisida. Die Leute nennen sie ihren Engel (L’ange) wegen ihrer Freundlichkeit und guten Taten. Auf Nisida trifft Leone auf Don Gaspar, den Kammerherrn von König Ferdinand von Neapel. Gaspar überredet ihn, nach Neapel zu reisen, um seine Verbannung aufheben zu lassen.
Leone und Sylvia treffen sich in Neapel. Sylvia gesteht Leone ihre Liebe, fleht ihn jedoch an, sie und seine Pläne in Neapel aufzugeben. Als er sich weigert, entdeckt ihn der König und befiehlt Don Gaspar, ihn zu verhaften und einzusperren. Ein Mönch droht, den König wegen Ehebruchs zu exkommunizieren; der König müsse auf sie verzichten und sie wegschicken. Um den Papst zu besänftigen, plant Don Gaspar, der Kammerherr des Königs, eine Scheinehe für die Liebenden. So verheiratet der König Sylvia mit Leone, ohne zu wissen, dass dieser in sie verliebt ist. Die Erkenntnis, dass er benutzt wird, verursacht für Leone jedoch eine Gewissenskrise, er lehnt Sylvia ab und zieht sich in ein Kloster zurück.
Leone bereitet sich darauf vor, sein Gelübde abzulegen, als Sylvia auftaucht, die ihm als Novize verkleidet gefolgt ist. Sie fühlt sich dem Tod nahe und möchte ihren Geliebten noch einmal sehen, um vor ihrem Tod seine Vergebung zu erlangen. Leone spürt, wie seine Liebe wieder erwacht und möchte mit seiner Geliebten fliehen, doch Sylvia, erschöpft und krank, stirbt in seinen Armen. Leone befiehlt seinen Mitbrüdern, für ihn ein weiteres Grab auszuheben, in das er am kommenden Tag mit seiner Geliebten gesenkt werden soll.

## Werkgeschichte

### Vorgeschichte
Wer damals als Opernkomponist europaweit wirklich erfolgreich sein wollte, der musste Paris erobern. Donizetti hatte sich bis dahin nur in Italien einen Namen gemacht und träumte davon, auch in Paris Erfolg zu haben. 1838 zog er nach Paris, wo 1839 L’ange de Nisida entstand; die Oper sollte ihm den Durchbruch bringen. Die letzte Seite des Manuskripts ist auf den 27. Dezember datiert.

### Entstehung

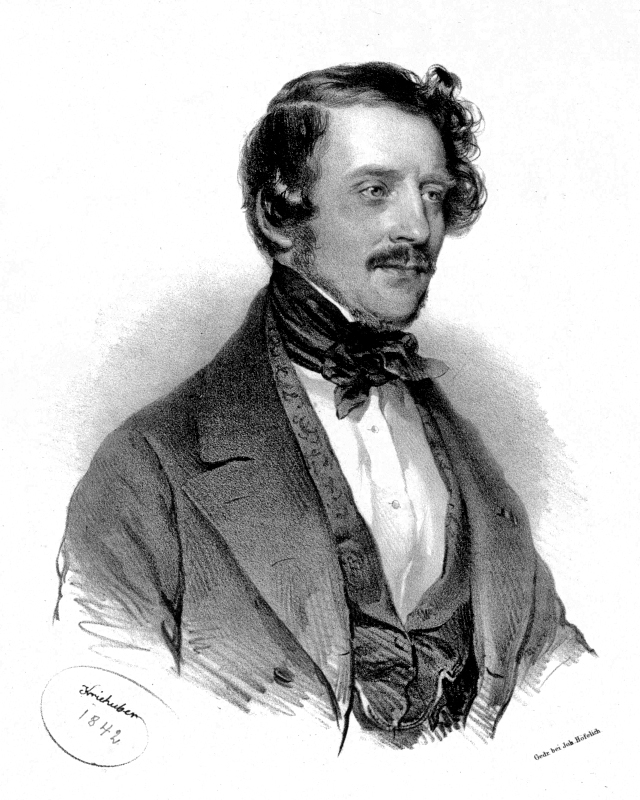
Gaetano Donizetti 1842

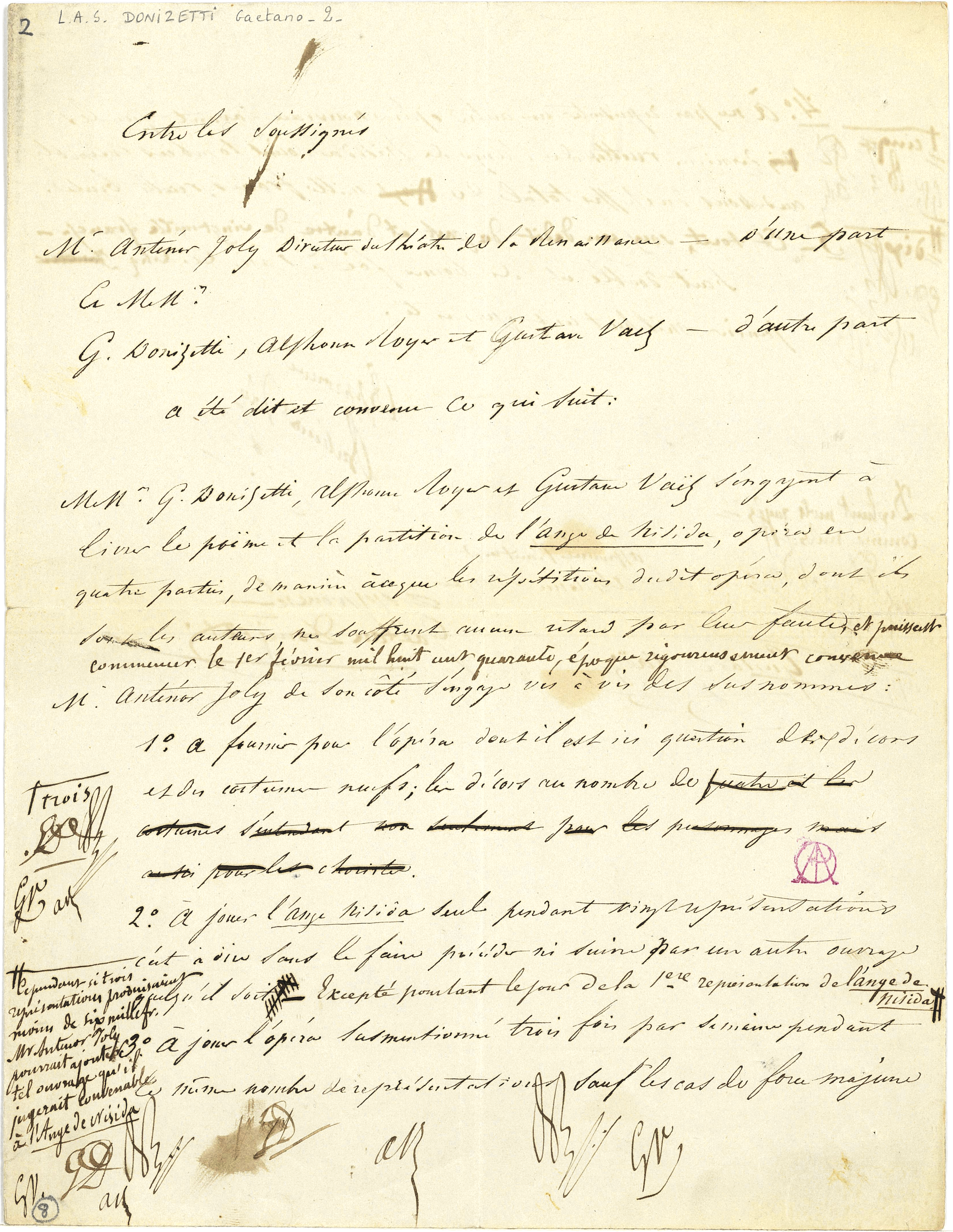
Vertrag zwischen Donizetti und Anténor Joly

Der große Erfolg der französischen Version von Lucia di Lammermoor brachte Donizetti zwei weitere Aufträge für das Théâtre de la Renaissance ein. Am 5. Januar 1840 unterzeichnete er einen Vertrag mit dessen Leiter Anténor Joly. Dort war am 6. August 1839 Lucie de Lammermoor aufgeführt worden, als Nächstes sollte L’ange de Nisida erscheinen. Der Vertrag, der in der Bibliothek der Opéra National in Paris aufbewahrt wird, sah vor, dass L’ange zwanzig Vorstellungen lang ohne Unterbrechung aufgeführt werden sollte.
Für L’ange de Nisida verwendete Donizetti Ausschnitte aus Le duc d’Albe und Adelaide, einem unvollendeten Werk, an dem er 1834 gearbeitet hatte. Adelaide enthielt Elemente der Pariser Oper Les amants malheureux, ou le conte de Comminges von François-Thomas-Marie de Baculard d’Arnaud aus dem Jahr 1790.
Die Proben für L’ange de Nisida sollten am 1. Februar 1840 beginnen. Offenbar hatte Donizetti keine Bedenken, drei seiner Opern in verschiedenen Theatern gleichzeitig zu proben: Zu diesem Zeitpunkt waren die Proben für Les martyrs bereits in vollem Gang und bis zur Uraufführung von La fille du régiment waren es noch elf Tage.
Aber im Januar stoppte Joly aufgrund finanzieller Schwierigkeiten alle Produktionen im Théâtre de la Renaissance. Er versuchte, das Unternehmen durch die Aufführung von Balletten am Leben zu erhalten, musste jedoch im Mai 1840 endgültig schließen. Joly meldete Insolvenz an.

### Umarbeitung als „La favorite“

Titelblatt des Librettos der italienischen Fassung von La favorite

1840 erfuhr Donizetti, dass seine für Ende des Jahres geplante Oper Le duc d’Albe vom Spielplan der Pariser Oper abgesetzt worden war, weil Rosine Stoltz, die einflussreiche Mätresse des Direktors Léon Pillet, darin keine Hauptrolle hatte. Für die Komposition und Probe einer komplett neuen Oper blieb keine Zeit. Daher einigte man sich darauf, dass Donizetti L’ange de Nisida mit einem von Eugène Scribe überarbeiteten Libretto umschreiben sollte.
Zahlreiche Passagen aus der Partitur von L’ange de Nisida verwendete Donizetti im September 1840 also für das neue Werk La favorite, das im Dezember desselben Jahres nach dem von Eugène Scribe überarbeiteten Libretto uraufgeführt wurde. Der ursprüngliche Text wurde ersetzt, auch die Namen der Personen. Die Rolle der Sylvia in L’ange de Nisida wurde vom hohen Sopran auf die Mezzosopran-Stimmlage von Rosine Stoltz als Léonor in Favorite geändert. Die aus Adelaide stammenden Teile wurden also zunächst für L’ange de Nisida und anschließend noch einmal in der Favorite verwendet. Die Schlussszene im Kloster ging unverändert in die neue Oper über.
Don Gaspars Cabaletta aus dem ersten Akt „Et vous Mesdames“ verwendete Donizetti als Don Pasquales Szene „Un foco insolito“ im ersten Akt der 1842 entstandenen Opera buffa Don Pasquale.
Den ersten Akt von La favorite schrieb Donizetti fast vollständig neu. Die Handlung versetzte er von Italien nach Spanien, um die italienische Zensur zu umgehen; eine außereheliche Beziehung des Königs von Neapel wäre kaum akzeptiert worden. Diese zusammengesetzte Partitur trägt am Ende das Datum 27. Dezember 1839, das Datum, an dem L’ange de Nisida fertiggestellt wurde, da deren letzte Seite mit der letzten Seite der Favorite übereinstimmte. Der Durchbruch in Paris gelang Donizetti also erst 1840 mit La favorite.
| Rolle                                  | Stimmlage | Rolle in La favorite | Stimmlage   |
| -------------------------------------- | --------- | -------------------- | ----------- |
| Don Fernand d’Aragon, König von Neapel | Bariton   | Alphonse XI          | Bariton     |
| Don Gaspar, Kammerherr des Königs      | Buffo     | Don Gaspar           | Tenor       |
| Comtesse Sylvia de Linarès             | Sopran    | Léonor               | Mezzosopran |
| Leone de Casaldi, ein Soldat           | Tenor     | Fernand, ein Novize  | Tenor       |
| Der Mönch                              | Bass      | Balthazar            | Bass        |

### Wiederentdeckung
Das Manuskript von L’ange de Nisida blieb verschollen. Candida Mantica, eine italienische Doktorandin der Musikwissenschaft an der University of Southampton, suchte über acht Jahre lang die weltweit verstreuten Fragmente zusammen und fügte sie zusammen. Die meisten lagen ungeordnet in der Pariser Nationalbibliothek, in achtzehn verschiedenen Ordnern. Insgesamt 470 Seiten waren es, einige stammten auch aus anderen Archiven in Europa und den Vereinigten Staaten. So gelang es ihr, 97 Prozent der Partitur aufzuspüren.
Der Dirigent Mark Elder von Opera Rara sagte über die Schwierigkeiten dieser Aufgabe: „Niemand hatte sich zuvor darum gekümmert, die Seiten in die richtige Reihenfolge zu bringen. Alle hatten gedacht, man könne ‚L’Ange de Nisida‘ nicht reparieren. Und dann auch noch Donizettis Handschrift, ein einziges Chaos, sehr schwer zu entziffern.“

### Aufführungen
London 2018
Die immer noch fehlenden Stellen wurden für das Londoner Konzert und die Aufnahme von Opera Rara vom Regisseur und Komponisten Martin Fitzpatrick im Donizetti-Stil neu komponiert, einschließlich eines Vorspiels. Eine Cabaletta für Sylvia wurde aus Maria di Rohan übernommen.
Am 18. Juli 2018, fast 180 Jahre nach der Komposition, wurde L’ange de Nisida erstmals aufgeführt. Die Premiere fand konzertant in London im Royal Opera House statt, mit Mark Elder als Dirigent und Joyce El-Khoury in der Rolle der Sylvia. Die Aufnahme erschien als CD.
Besetzung:
- Leitung: Mark Elder
- Don Fernand d’Aragon: Vito Priante
- Don Gaspar: Laurent Naouri
- Leone de Casaldi: David Junghoon Kim
- Gräfin Sylvia de Linarès: Joyce El-Khoury
- Der Mönch: Evgeny Stavinsky

Bergamo 2019
Im November 2019 erfolgte in französischer Originalsprache die szenische Weltpremiere und italienische Erstaufführung in Donizettis Heimatstadt Bergamo im Rahmen des Festivals Donizetti Opera im Teatro Donizetti di Bergamo. Bei dieser Aufführung hielt man sich möglichst genau an Donizettis unvollständige Vorlage. Die von Fitzpatrick komponierten Rezitative wurden nicht aufgeführt, und für Sylvias Arie im dritten Akt wurde eine erste Variante einer ähnlichen Arie aus La favorite aufgeführt. Dabei entstand auch eine DVD. Die Aufnahme erschien als DVD.
Besetzung:
- Leitung: Jean-Luc Tingaud
- Don Fernand d’Aragon: Florian Sempey
- Don Gaspar: Roberto Lorenzi
- Leone de Casaldi: Konu Kim
- Gräfin Sylvia de Linarès: Lidiia Fridman
- Der Mönch: Federico Benedetti